# Акимото, Хироюки
Хироюки Акимото (яп. 秋本 啓之 Акимото Хироюки, род. 31 января 1986 года) — японский дзюдоист, чемпион мира.

## Карьера
Родился в 1986 году в городе Акамуса префектуры Кумамото. Выступал в полулёгкой (до 66 кг) и лёгкой (до 73 кг) весовых категориях. В 2006 году стал бронзовым призёром Азиатских игр. В 2010 году стал чемпионом мира и Азиатских игр. В 2014 году вновь стал чемпионом Азиатских игр.